# ホルヘ・コタ
ホルヘ・ルイス・コタ・ルーゴ（Jorge Luis Cota Lugo、1987年12月11日 - ）は、メキシコのプロボクサー。シナロア州ロスモチス出身。

## 来歴
2011年11月19日、シナロア州ロスモチスのエスタディオ・センテナリオで元IBF世界スーパーウェルター級王者のルイス・ラモン・カンパスと対戦し、8回2分52秒TKO勝ちを収めた
2017年3月4日、バークレイズ・センターでエリクソン・ルービンと対戦し、4回1分25秒TKO負けを喫した。
2020年12月5日、アーリントンのAT&Tスタジアムでセバスチャン・フンドラとWBC世界スーパーウェルター級挑戦者決定戦を行う予定だったが、試合3日前になってコタが新型コロナウィルスに感染し欠場となった。
2021年5月1日、カリフォルニア州カーソンのディグニティ・ヘルス・スポーツ・パーク・テニスコートで新型コロナ禍影響で集客が規制されている中で無観客試合が続いていたカリフォルニア州で初の客入れとなる3,940人を動員してセバスチャン・フンドラとと5ヶ月越しの実現となるWBC世界スーパーウェルター級挑戦者決定戦を行い、4回2分35秒TKO負けを喫しジャーメル・チャーロへの挑戦権を獲得出来なかった。